# Chaïne Staelens
Chaïne Staelens (Kortrijk, 7 november 1980) is een Nederlands volleybalster met Belgische roots. In 1997 deed ze afstand van haar Belgische nationaliteit.

## Levensloop
Staelens groeide op in een gezin met een Belgische vader (Jempi Staelens) en een Nederlandse moeder (Ina Van Polen). Hierdoor had ze - net als haar zus Kim - de dubbele nationaliteit. Beide ouders waren op topsportniveau actief in het volleybal. Staelens behoorde samen met haar zus en Frauke Dirickx tot de eerste leerlingen van de Topsportschool Vilvoorde.
Zelf begon ze met volleyballen bij Hermanas Wervik. Omdat de omkadering in het vrouwenvolleybal er beter georganiseerd was verhuisde ze vervolgens naar Nederland, alwaar ze aan de slag ging bij Bonduelle VVC Vught (waarmee ze in 1997-'98 de Supercup won). Ze trok er in bij haar grootouders, later verhuisden ook haar ouders en zus naar Nederland. Het volgende seizoen kwam ze uit voor Facopa VC Weert. Met deze club werd ze landskampioen en bekerwinnaar in 1999-2000, en won ze in 1998-'99 de Supercup. Vervolgens was ze aan de slag bij het Braziliaanse Rio de Janeiro VC en het Italiaanse Metodo Minetti Vicenza, waarmee ze in 2001-'02 aldaar de Supercup en de Top Volley Cup won. Hierop aansluitend kwam Staelens uit voor het Duitse USC Münster. Als speelster van deze club won ze in 2003-'04 zowel de Beker van Duitsland als de landstitel.
In seizoen 2004-'05 was Staelens eerst bij Gelati Gelma Seap Aragona en vervolgens Grissin Bon Reggio Emilia aan de slag. Een seizoen later keerde ze terug naar de Nederlandse competitie, waar ze de kleuren verdedigde van Dela Martinus. Met deze club werd ze driemaal op rij landskampioen en bekerwinnaar (2006, 2007 en 2008). Ook won ze met Martinus tweemaal de Supercup (2006 en 2007). In 2008-'09 werd ze actief bij het Russische ŽVK Dinamo Moskou, waarmee ze dat seizoen de landstitel won. Tevens was ze met Dinamo finalist in de Champions League en eindigde ze met Dinamo op de derde plek in de Top Volley Cup. Haar carrière sloot ze af in Japan, alwaar ze uitkwam voor Denso Airybees uit Nishio en Pioneer Red Wings uit Tendō. 
Daarnaast maakte Staelens deel uit van het Nederlands volleyteam, waarbij ze in 1997 debuteerde en 365 caps verzamelde. Haar laatste interland speelde ze op 13 november 2011. Met de nationale ploeg nam ze onder meer deel aan de wereldkampioenschappen van 1998, 2006 en 2010, alsook aan de Europese kampioenschappen van 2003, 2005, 2007, 2009 en 2011. Medailles waren er op de FIVB World Grand Prix van 2007 in het Chinese Ningbo (goud) en het EK van 2009 in het Poolse Łódź (zilver).
In april 2010 vernam ze - tijdens de voorbereiding van het WK in Japan - dat haar partner (Jonathon Walsh, een voormalig Canadees volleyballer) ten gevolge van een hartstilstand in Zwitserland was overleden. Zelf bleef ze ook niet van gezondheidsproblemen gespaard. In 2013 zette Staelens haar spelerscarrière noodgedwongen stop omwille van aanhoudende knieproblemen, waarmee ze reeds kampte sinds augustus 2000. Later legde ze zich omwille van dit kraakbeenletsel toe op het zitvolleybal. In deze G-sport maakte ze in 2014 deel van de WK-selectie. Tijdens de keuring op het WK - dat plaatsvond in het Poolse Elblag - werd ze evenwel niet beperkt genoeg bevonden (code wit), waardoor ze niet kon deelnemen. Op clubniveau was ze in deze sport actief bij ZVT Apollo Mill.